# Стража (интернет платформа)
„Стража“ е интернет платформа за прозрачна демокрация, която използва силата на високите технологии, за да информира гражданите на Република България относно последните действия на законодателния орган на страната, наречен Народно събрание. Платформата е собственост на Фондация „Стража.бг“, която в уебсайта си се обявява за изцяло аполитическа и цели да се придържа към равно отношение към всички политически личности и движения, с изключение на такива, проповядващи анти-демократични, анти-човешки, фашистки, расистки и тоталитарни идеи.
Според данни от интернет страницата им, идеята за създаването на организацията идва от германската Abgeordnetenwatch и впоследствие основателите ѝ я преобразуват спрямо нашата политичекса реалност. Проектът работи с отворени данни, които се представят в разбираеми категории, като целта е да позволят на хората да наложат граждански натиск върху народните избиратели.

### Философия на платформата
В уебсайта си, екипът на „Стража“ заявява, че поставя демокрацията в центъра на своята философия. В допълнение се споменава, че организацията смята демократичната форма на управление за превъзходстващ модел. Въпреки това, те не отричат техническите предизвиктелства, които се появяват в процеса на реализиране на демократичните процеси, като поставят липсата на време сред основните проблеми за големият процент незаинтересовани граждани. В уебсайта си те заявяват, че ключът към успеха на едно общество се крие в индивидуалното участие на гражданите. 
Платформата „Стража“ осигурява редица инструменти, с които гражданите могат да се информират и да прилагат граждански контрол върху народните представители. Едно от основните предимства на уебсайта е достъпът до поименните гласувания на депутатите. Тази информация пзоволява на гласоподавателите да намерят свой представител, който да държат лично отговорен. Платформата се стреми да укрепи личната връзка между граждани и депутати.
Организацията използва въведените от нея данни, за да публикува различни анализи, част от тях свързани с това кои партии гласуват заедно, тенденциите в различните народни събрания, вотът при редовни и служебни кабинети и т.н. Други техни публикации показват неща като броят на гласуванията, изговорените думи, раздробяване на речта на различни депутати.
В първите месеци от съществуването си, платформата „Стража“ успява да проакра законодателна промяна в дейността на Народното събрание. Изменението гласи, че всички данни следва да стават публични в срок от 24 часа на приключване на заседанието. Тази промяна е известна в медийното пространство като „Поправката „Стража“. 

### Метод на издържане
Платформата „Стража“ се финансира чрез дарения. Фондацията смята, че за да може да остане релевантна организация, която се позиционира в сектора на политиката, тя трябва да получава парични средства само от гражданите, които намират стойност в платформата.
За да продължи своето съществуване, платформата набира малки дарения от физически лица. Представители на платформата заявяват, че финансирането им трябва да се случва изцяло с подкрепата на онези, на които служи.

### Проект за политически компас
През 2022 г., „Стража“ създава „Изборен компас“ с помощта на неправителствените организации „Национален младежки форум“, „Студентски клуб на политолога“ на Софийски университет и САИМО. Тестът позволява на направилите го да проверят доколко техните възгледи съвпадат с тези на различните политически формации. Важно е да се отбележи, че към днешна дата тестът не е актуален. Създаден на 02.10.2022 г., той съдържа два варианта:
- бърз тест от 22 въпроса;
- изчерпателен тест от 55 въпроса.

Въпросникът е получен от 9 партии и коалиции. 7 от тях отговарят на всички зададени въпроси: коалициите ГЕРБ-СДС, „БСП за България“, „Изправи се България“, партиите „Има такъв народ“, ВМРО-БНД, „Движение за права и свободи“ и „Възраждане“. Коалицията „Демократична България“ не отговаря на част от въпросите, а „Продължаваме промяната“ отказва да участва в проекта.

### Достоверност на информацията
В уебсайта на „Стража“ е достъпна различна информация, която е свързана с Народното събрание. Това включва заседания, народни представители, парламентарни групи, гласувания, архиви на минали парламенти и т.н. За да предостави достоверна информация, платформата работи с общодостъпни данни, като стенограми от уебсайта на Народното събрание и други официални източници.

### За основателите
Основателите на платформата Благослав Михайлов и Фридрих Крепиев се запознават покрай съвместното им членство в политическото движение „Да, България“. Двамата ги обединява идеята им за запазване и засилване на демократичните процеси в България. След това екипът се разширява и към него се присъединяват хора с различен опит и дейност.

#### Благослав Михайлов
Благослав Михайлов е роден е на 26-ти март 1996 в София. Завършва НПМГ с профил биология, след което решава да следва във Великобритания, където завършва „Изкуствен интелект“ в Шефилдския университет.
През 2017 решава да се върне в България и да продължи развитието си, работейки върху собствени проекти, много от които са доброволчески инициативи. От 2018 поддържа блог, наречен „Турбо Възход“. Членува в политическа партия „Да, България“, основана от Кристиан Таков.

#### Фридрих Крепиев
Фридрих е студент по медицина в Мюнхен и активист с интерес към обществените процеси. Вярва в правовата държава, личната политическа отговорност, свободата на словото и прозрачността във взимането на законодателни решения. Завърша Ludwig-Maximilians-Universität в Мюнхен.
Запознава се с Благослав Михайлов, докато заедно членуват в партия „Да, България“. Преди да прекрати членството си вътре, той и още 87 съмишленици от политическото движение създават клуб „Девети декември“, който се стреми да бъде вътрешна опозиция на управлението на политическата формация.